# 长囊毛兰
长囊毛兰（学名：Eria robusta）为兰科毛兰属下的一个种。

## 扩展阅读
- 維基物種上的相關：长囊毛兰